# Ludwig Höchsmann
Richard Ludwig Höchsmann, (seit 1872) Ritter von Hannathal (* 22. August 1802 in Olmütz; † 2. November 1881 in Baden bei Wien) war ein österreichischer Jurist, Hochschullehrer und Politiker.

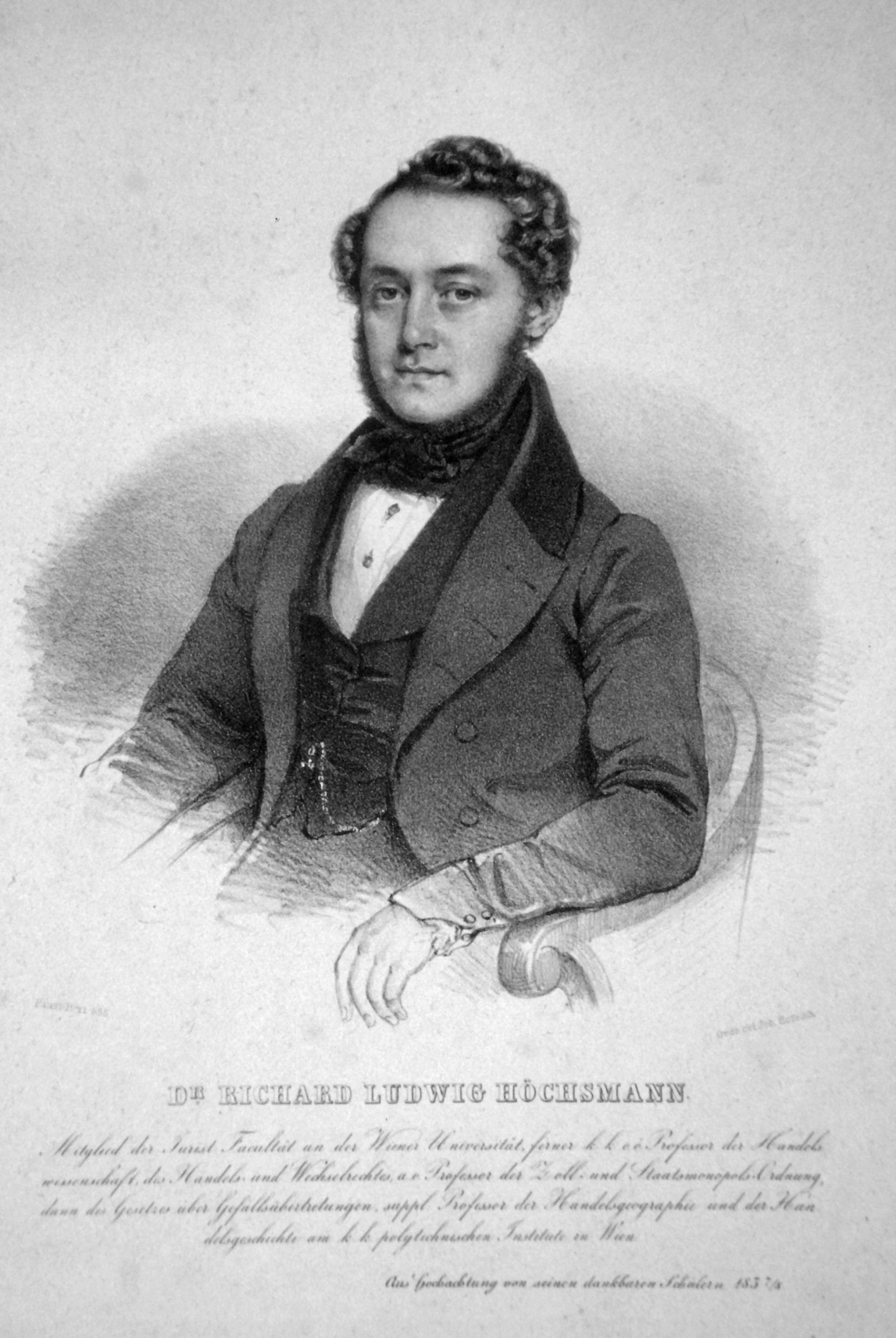
Richard Ludwig Höchsmann, Lithographie von Faustin Herr, 1838

## Leben
Höchsmann studierte bis 1824 Philosophie und Rechtswissenschaft in Olmütz, danach bis 1825 in Wien und wurde 1828 an der Universität Wien promoviert. Von 1833 bis 1849 war er Professor für Handelswissenschaft und des Handels- und Wechselrechts am Polytechnischen Institut in Wien. Seit 1833 lehrte er auch Handelsgeographie und Geschichte an Wiener Mittelschulen. Er war Mitgründer der Allgemeinen Wechselseitigen Kapitalien- und Rentenversicherungsanstalt in Wien und seit 1853 deren Präsident. Von 1849 bis 1859 war er Sektionsrat, zuletzt Ministerialrat im österreichischen Ministerium für Handel und öffentliche Arbeiten.
Er war vom 31. Mai 1848 bis 13. April 1849 Mitglied der Frankfurter Nationalversammlung für Olmütz (Mähren) in Sternberg in der Fraktion Casino.
Von 1861 bis 1864 war er Gemeinderat in Wien.

## Schriften
- Abhandlung über die Frage: Ist die Einwendung: „daß ein, seinem Inhalte nach förmlicher Wechsel im Zahlungsorte ausgestellt sey“ – im Wechselprozesse zulässig, Strausß's Witwe, Wien 1829.